# Røyken (gemeente)
Røyken is een voormalige gemeente in de Noorse provincie Buskerud. De gemeente telde 21.931 inwoners in januari 2017.

## Gemeentefusie
In 2020 werd de gemeente samengevoegd met Asker in de provincie Akershus en Hurum.. Sinds 1 januari dat jaar zijn de provincies Akershus, Buskerud en Østfold opgegaan in de provincie Viken.

## Plaatsen in de gemeente
- Åros
- Båtstø
- Hyggen
- Røyken (plaats)
- Spikkestad

Ål · Drammen · Flå · Flesberg · Gol · Hemsedal · Hol · Hole · Kongsberg · Krødsherad · Lier · Modum · Nesbyen · Nore og Uvdal · Øvre Eiker · Ringerike · Rollag · Sigdal

Voormalige gemeente: Hurum · Nedre Eiker · Røyken